# Talsperre Robertville
Die Talsperre Robertville staut das Wasser der Warche. Die Talsperre und ihre wasserhydraulischen und elektrohydraulischen Installationen wurden auf Grund eines Staatsdekrets des Königreichs Belgien von 1924 errichtet.

## Die Lage
Die Talsperre liegt auf dem Boden der Gemeinde Weismes unterhalb von Ovifat und Robertville. Auf einer Anhöhe warcheabwärts, 800 Meter Fußweg von der Staumauer entfernt steht die Burg Reinhardstein.

## Der Bau

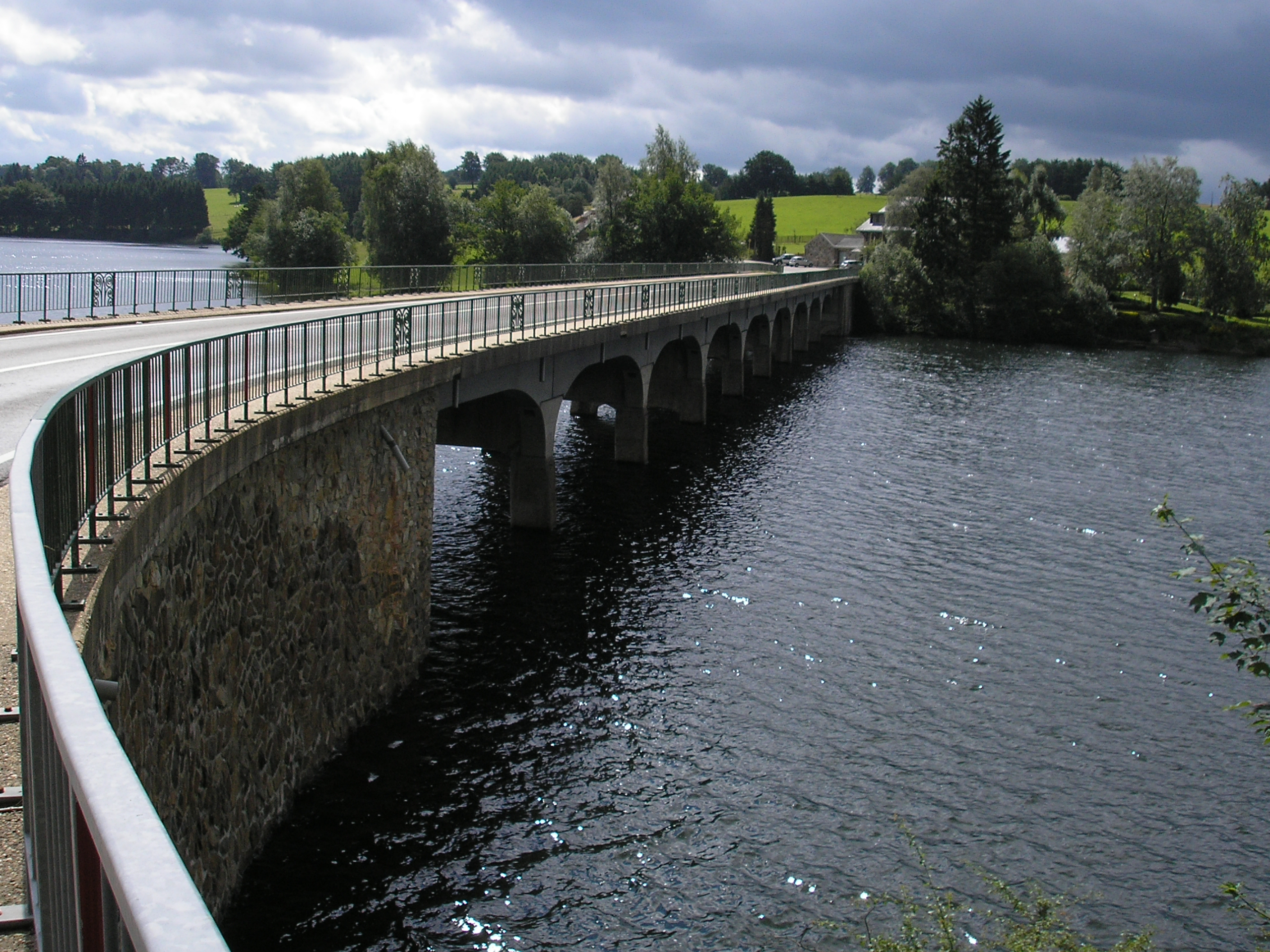
Brücke Haelen

Der Bau wurde erst im Dezember 1925 im Auftrag des Energieverteilungsunternehmens SERMA (später Electrabel), durch eine spezialisierte italienische Baufirma in Angriff genommen. Die Bauzeit war drei Jahre. In dieser Zeit wurde die Staumauer fertiggestellt. Ebenfalls wurde in dieser Zeit mit einem Gefälle von 53 Metern ein 4,5 Kilometer langer Tunnel, gefolgt von einer Druckleitung von einem Kilometer erbaut. Hier befindet sich in einer Höhe von 443 Metern ein weithin sichtbares Wasserschloss, von dem das Wasser in einer Druckleitung 100 Meter tief zum Kraftwerk Bévercé fällt.
Der Stausee hat eine Fläche von 67 Hektar und einen Inhalt von 7.676.000 Kubikmeter. Die Staumauer hat eine Höhe von 54,50 und eine Länge von 182 Meter. Die Straße von Robertville nach Malmedy führt über die Staumauer. Die Breite der Staumauer an der Krone beträgt 4 Meter, die Breite am Fuß der Mauer 38 Meter, wodurch die Mauer als Gewichtsstaumauer qualifiziert werden kann. Am Südufer ist ein Überlauf eingerichtet.
Über die Brücke Haelen verbindet die N 676 die Ortsteile Robertville und Bruyères der Gemeinde Weismes. Am Seeanfang verbindet eine einspurige Brücke die Ortsteile Outrewarche und Champagne.
Seit Herbst 2006 finden umfangreiche Sanierungsarbeiten an der Staumauer mit zeitweiligen Entleerungen des Stausees statt.

## Wirtschaftliche Nutzung
Der Hauptzweck ist die Versorgung der Stadt Malmedy mit Trinkwasser, die Filtration des Wassers erfolgt in der Aufbereitungsanlage von Chôdes. Die Erzeugung von elektrischem Strom in Bervercé erfolgt nur zu Spitzenverbrauchszeiten. Das Wasserkraftwerk von Bévercé hat eine Francisturbine mit horizontaler Achse. Die durchschnittliche Jahresproduktion von 23.000.000 Kilowattstunden wird mit drei Wechselstromgeneratoren erreicht.

## Touristische Nutzung
Südlich vom Ortskern Robertville befindet sich auf einer Landzunge eine touristische Einrichtung mit Schwimmbad und Campingplatz. Neben der Staumauer ist ein Bootsverleih. Da der Stausee der Trinkwassergewinnung dient, sind keine Motorboote gestattet.
Die Wanderwege um den Stausee sind in das dichte Wegenetz in Ostbelgien eingebunden. 2007 wurde der neue Wanderweg Warche-Tour zum Stausee Bütgenbach eingerichtet.

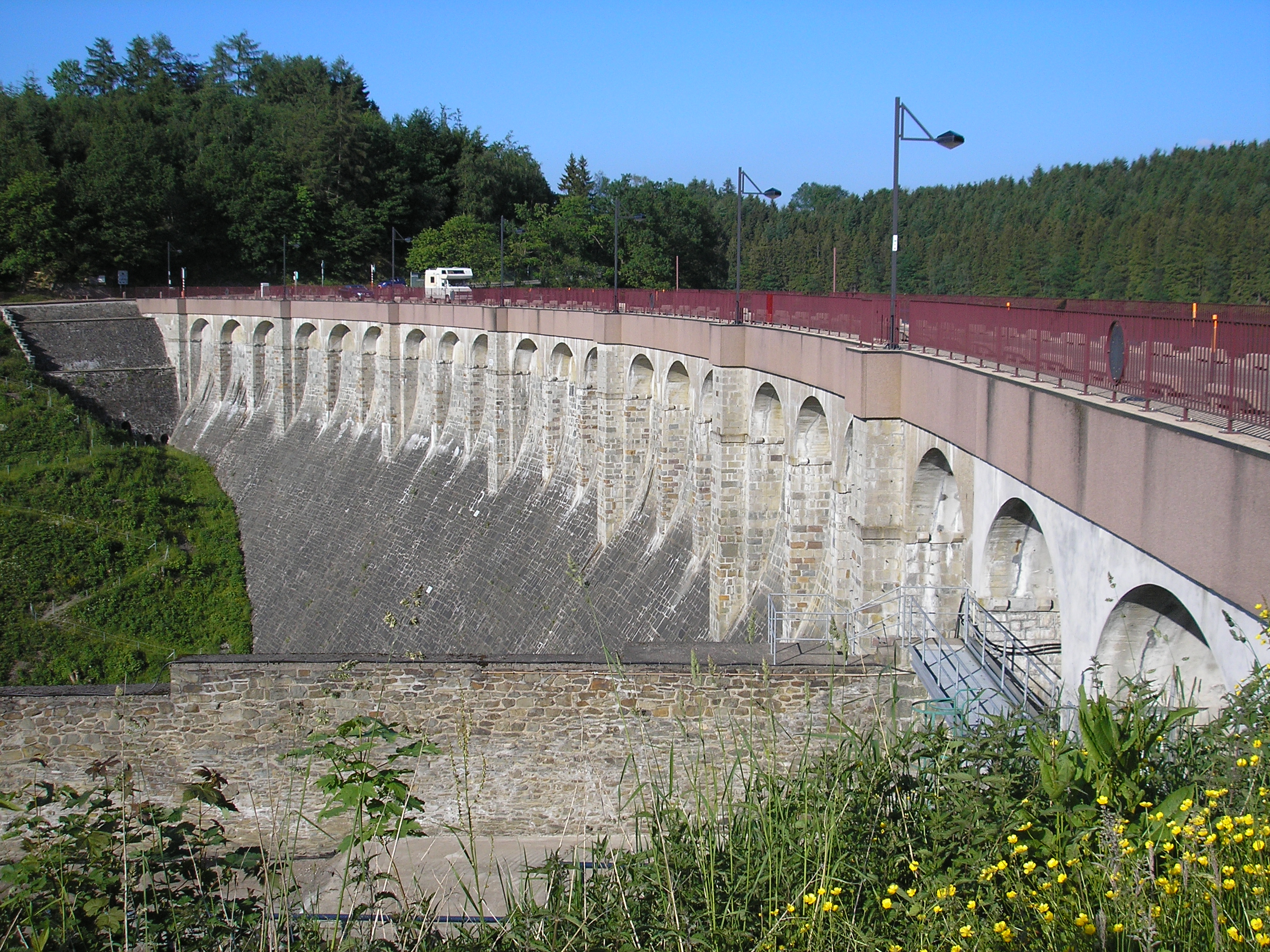
Die Staumauer
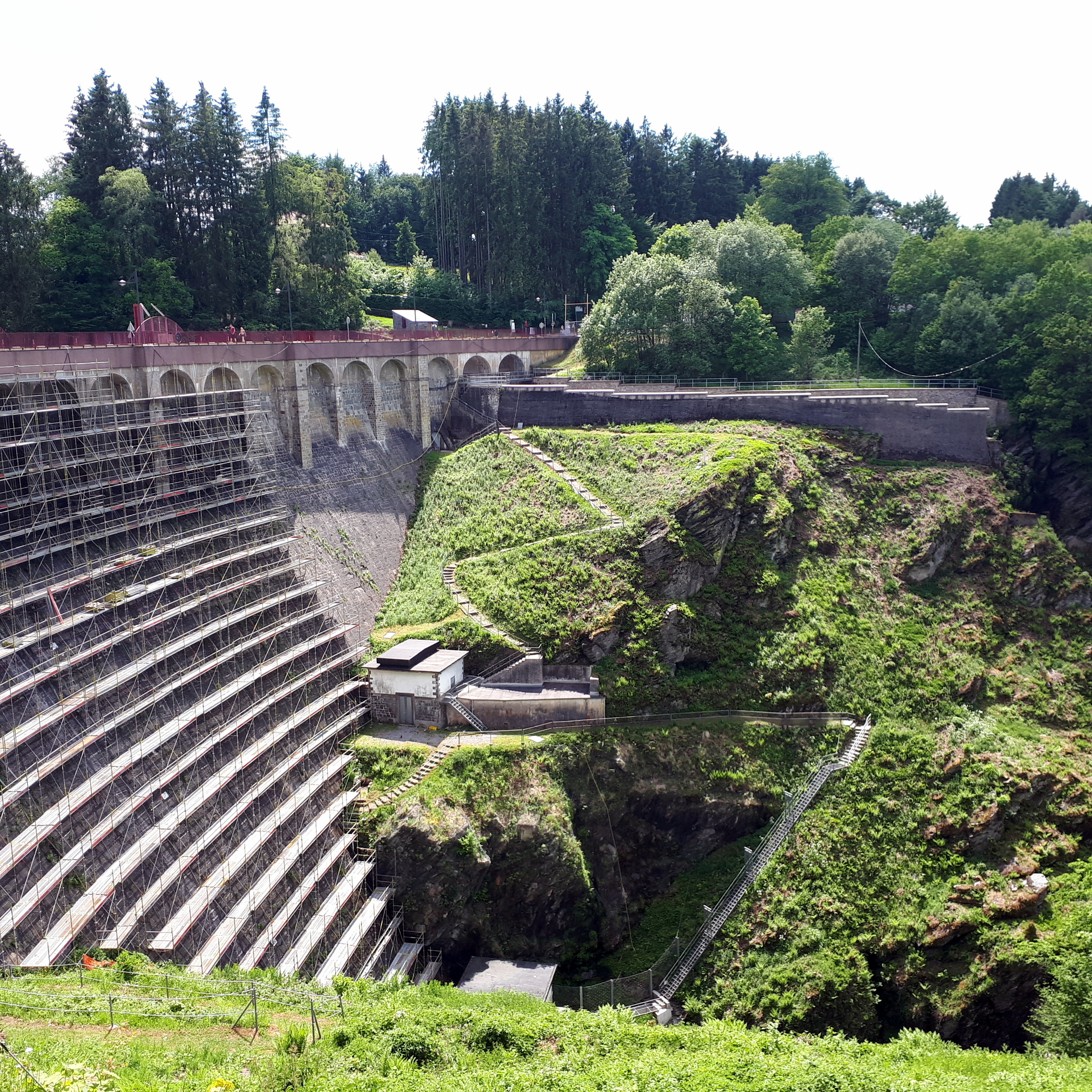
Sanierungsarbeiten Außenmauer 2021
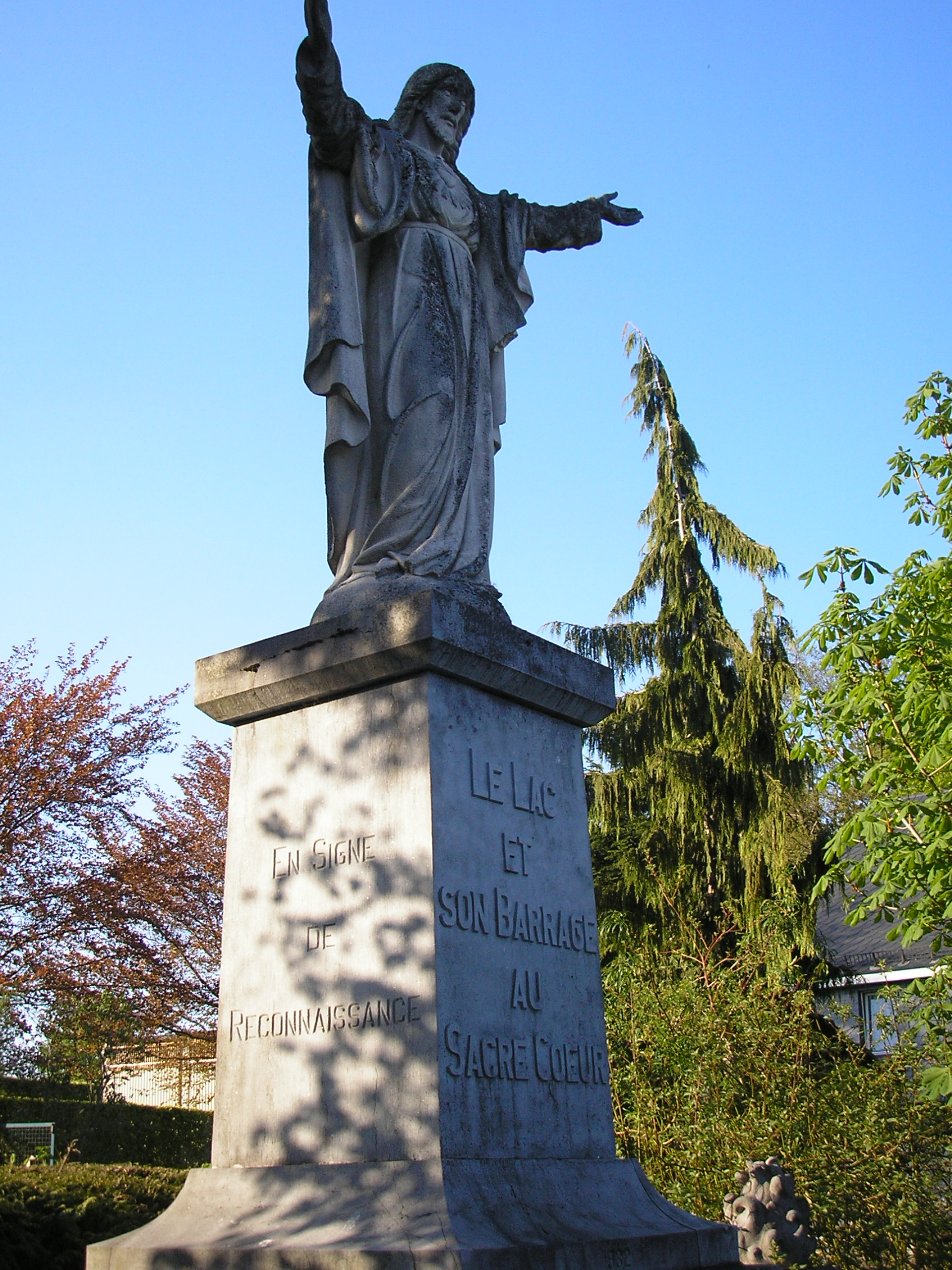
Der Segen für den See und die Staumauer
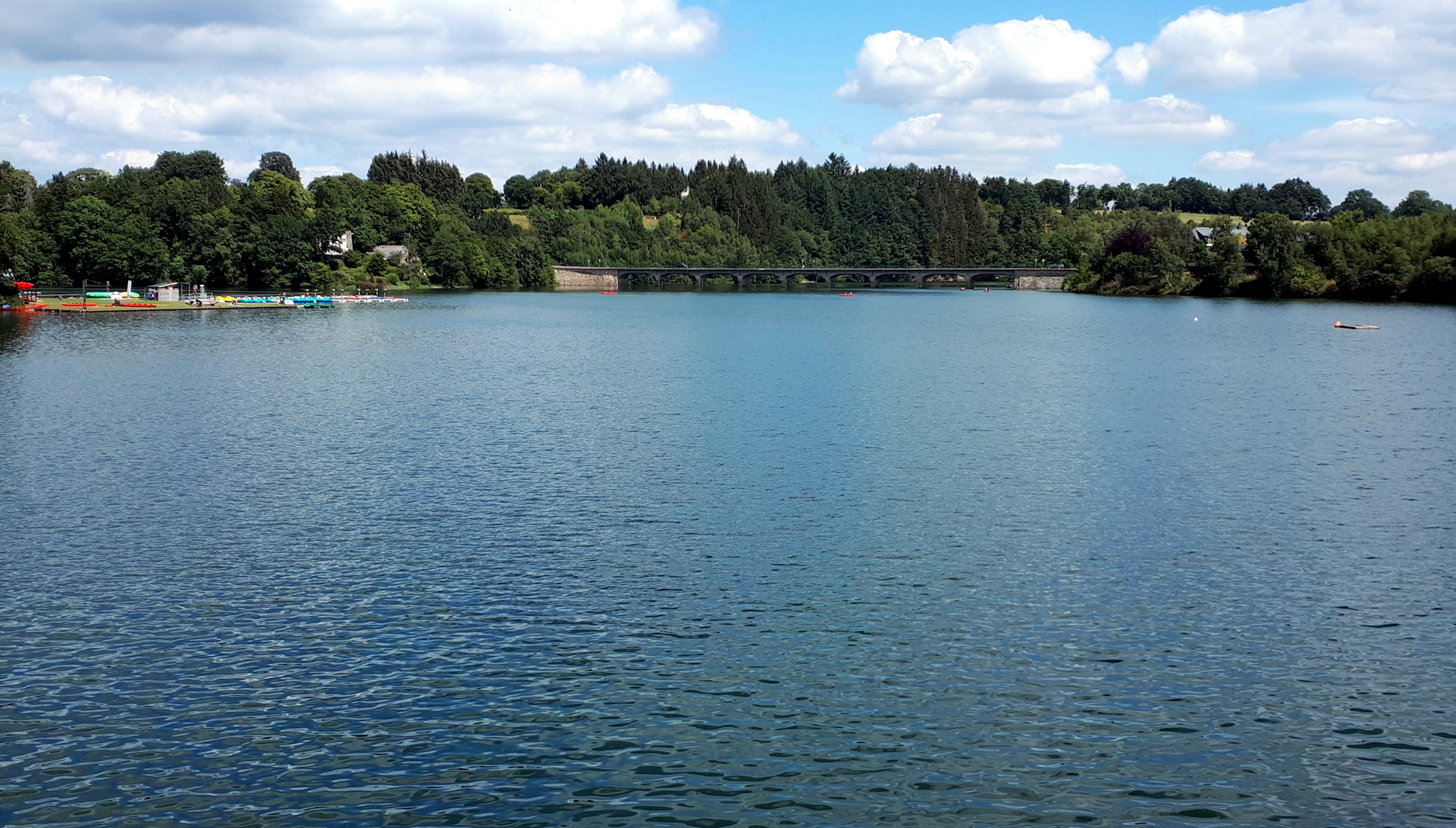
See mit Brücke Haelen
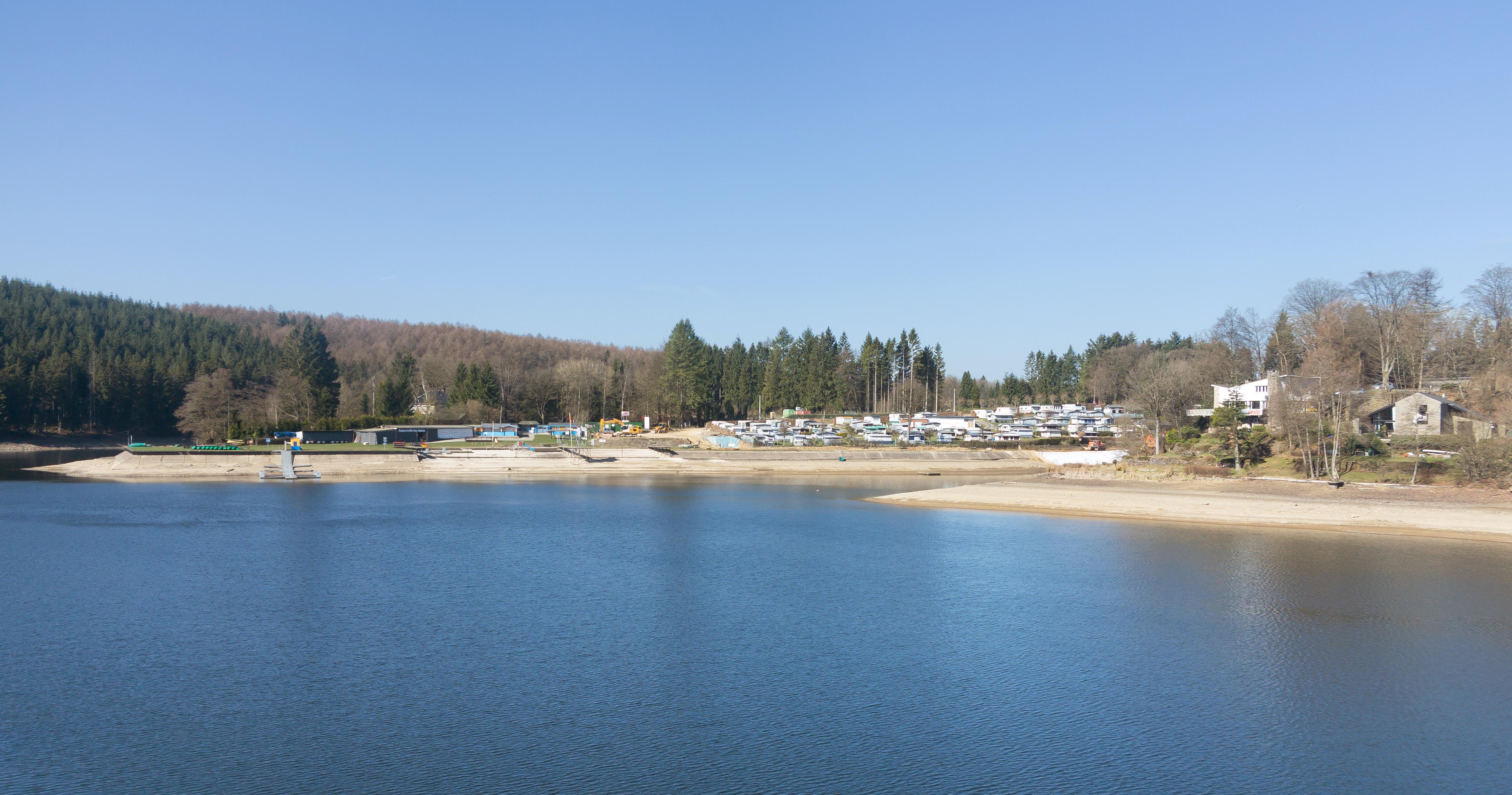
Campingplatz am See